# Maté
Ez a szócikk a növényről szól.
Az italhoz lásd: matétea.
Az asztali környezethez lásd: MATE.
A maté vagy yerba mate (Ilex paraguariensis) az Aquifoliales rend magyal nemzetségébe tartozó növényfaj (dél-amerikai magyal, paraguayi magyal).

## Származása, elterjedése
Dél-Amerikából (Brazília, Argentína, Paraguay) származik. A déli szélesség 10° és 30° között nő a Paraná és a Paraguay folyók medencéjében. Felhasználása és termesztése az guaraní népcsoporthoz és egyes tupí törzsekhez köthető.
Európába a jezsuita misszionáriusok hozták el; ennek köszönheti további közkeletű elnevezéseit:
- yerba mate tea
- jezsuita-tea,
- missziós-tea,
- paraguay-tea.

A misszionáriusok megfigyelték, hogy a guaranik nagyon sokat isznak főzetéből, és nem kapnak skorbutot annak ellenére, hogy jóformán csak húst esznek. A maté név a kecsua „matí” szóból származik és „kis tök”-öt jelent – az indiánok azt a lopótököt (Lagenaria vulgaris) hívják így, amelyből hagyományosan a maté-teát kiisszák. A spanyol nyelvben a „mate” szó kettős jelentéssel bír: egyfelől használják a mate tökre (más szóval „calabaza”), másfelől a yerba matéból készült főzetre is. Magát a tea alapanyagául szolgáló növényt ill. annak leveleit „yerba maté”-nak, azaz „mate fű”-nek nevezik.
Termeszteni is a jezsuita misszionáriusok kezdték el.

## Jellemzői
Eredeti termőhelyén 4–10 m-re megnövő, kerek koronájú fa. Termesztett változata terebélyes cserje. Ovális, 10–16 cm hosszú levelei örökzöldek, bőrneműek; a szélük csipkés vagy fűrészelt.
Fehér virágai virágzatba tömörülnek. A borséra hasonlító apró, csonthéjas termése érett állapotban húsos, liláspiros.

## Életmódja, termőhelye
Melegigényes; csak trópusi, illetve szubtrópusi éghajlaton nő. Megkívánja a 15-17 °C átlaghőmérsékletet és az évi 1500 mm csapadékot.
Kétévente szüretelhető.

## Felhasználása
Szárított leveleiből és száracskáiból (Mate folium = matélevél) matéteát főznek. 

## Gyógyhatása
Megfázások és influenza, menstruáció előtti tünetek. Teája élénkíti, és ellenállóbbá teszi a szervezetet. Megfázások és influenza ellen magas C-vitamin tartalma miatt javallt. Vízhajtó hatása révén megszünteti a menstruáció előtti puffadtságot. (Sok élsportoló is fogyasztja kedvező hatásai miatt.)

## Maté ellenjavallat
Magas koffeintartalma miatt gyomoridegességet, hasmenést okozhat! Tannintartalma miatt nyelőcsőrákban szenvedők ne alkalmazzák!